# Kuraishia capsulata
Kuraishia capsulata är en svampart som först beskrevs av Wick., och fick sitt nu gällande namn av Y. Yamada, K. Maeda & Mikata 1994. Kuraishia capsulata ingår i släktet Kuraishia och familjen Saccharomycetaceae.   Inga underarter finns listade i Catalogue of Life.